# Fernanda Marrochi
Fernanda Marrochi (født 2. juli 1988) er en håndboldspiller fra Uruguay. Hun spiller på Uruguays håndboldlandshold, og deltog under VM 2011 i Brasilien.